# Docodòntids
Els docodòntids (Docodontidae) són una família extinta de cinodonts mamalaiformes omnívors que visqueren entre el Juràssic mitjà i el Juràssic superior en allò que avui en dia és Europa i Nord-amèrica. En aquest clade, la part mesiolingual de les molars inferiors sol estar desgastada.